# 1988 (numero)
Millenovecentottantotto (1988) è il numero naturale dopo il 1987 e prima del 1989.

## Proprietà matematiche
- È un numero pari.
- È un numero composto da 12 divisori: 1, 2, 4, 7, 14, 28, 71, 142, 284, 497, 994, 1988. Poiché la somma dei suoi divisori (escluso il numero stesso) è 2044 > 1988, è un numero abbondante.
- È un numero palindromo e un numero ondulante nel sistema posizionale a base 15 (8C8).
- È un numero semiperfetto in quanto pari alla somma di alcuni (o tutti) i suoi divisori.
- È un numero malvagio.
- È parte delle terne pitagoriche (1491, 1988, 2485), (1988, 3195, 3763), (1988, 4845, 5237), (1988, 6816, 7100), (1988, 9984, 10180), (1988, 13845, 13987), (1988, 20115, 20213), (1988, 35259, 35315), (1988, 70560, 70588), (1988, 141141, 141155), (1988, 247005, 247013), (1988, 494016, 494020), (1988, 998035, 998037).

## Astronomia
- 1988 Delores è un asteroide della fascia principale del sistema solare.

## Astronautica
- Cosmos 1988 è un satellite artificiale russo.